# エマニュエル・ノテルマン
エマニュエル・ノテルマン（Emmanuel Noterman　またはEmmanuel Notermann、Emmanuel Notterman、1808年4月 - 1863年5月14日）はベルギーの画家、版画家である。風俗画や動物画、擬人化した動物を描いた風刺画（「サンジュリー」というジャンルの絵画）も描いた。

## 略歴
現在のベルギー、オースト＝フランデレン州のアウデナールデで画家、装飾業の父親のもとに生まれた。法律家でアマチュア画家の母方の祖父から美術の手ほどきを受けた 。ヘントの王立美術アカデミーでマース(Jean Baptiste Louis Maes:1794-1856)に学び、肖像画家として、ヘラールツベルヘン、ブリュッセル、アントウェルペンで働いた。アントウェルペンで風俗画家のクレマー(Pierre Kremer)と知り合い、風俗画に転じ、ユーモラスな風俗画の画家として人気を得た。ベルギー各地の展覧会に出展した。
1848年から、アントウェルペンの美術アカデミーで教え始め、教えた学生にはラモリニエール(Jean Pierre François Lamorinière)やエルネスト・スリンゲナイヤー(Ernest Slingeneyer) 、ヤン・ストバーツ(Jan Stobbaerts)らがいる 。
動物画家や、擬人化した猿を描いた風刺画で知られている。
弟のザカリー・ノテルマン(Zacharie Noterman:1820-1890)も風俗画家、動物画家として知られている。

## 作品

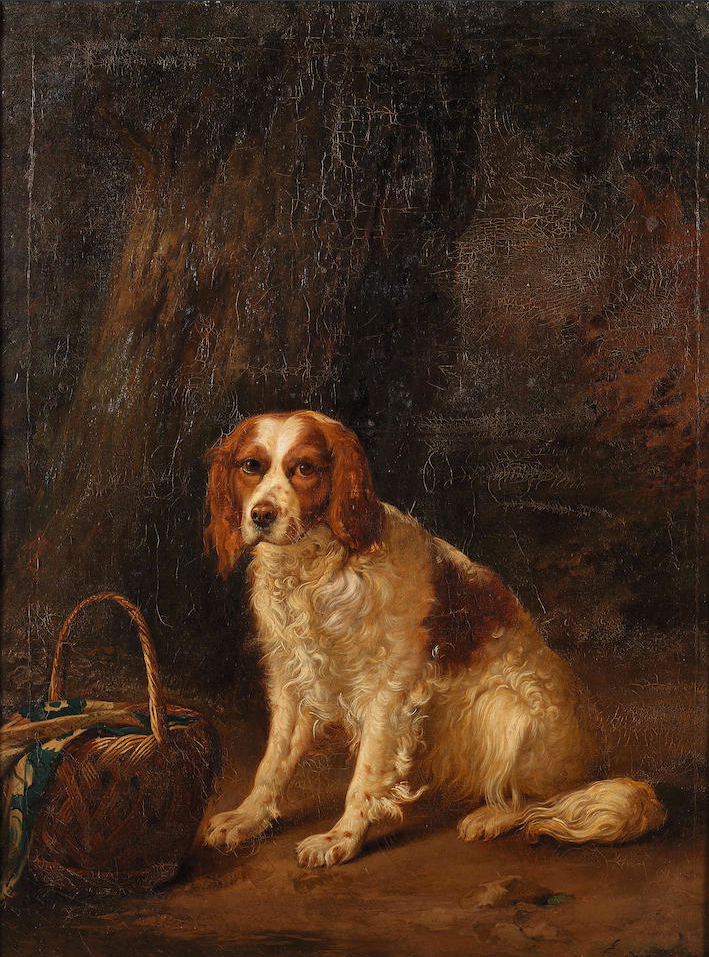
木のそばに座るスパニエル
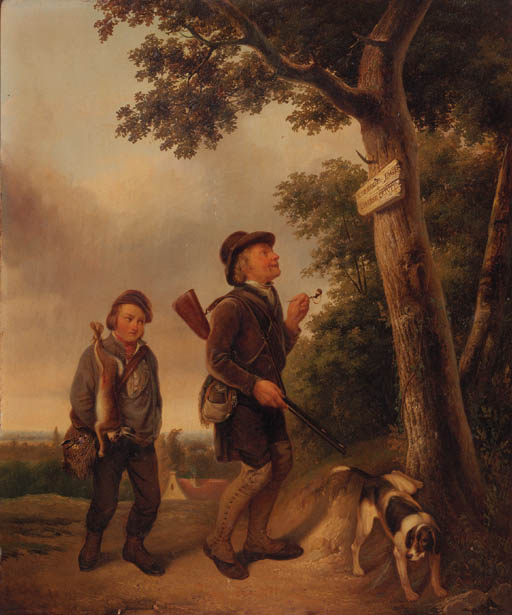
禁止されたハンティング
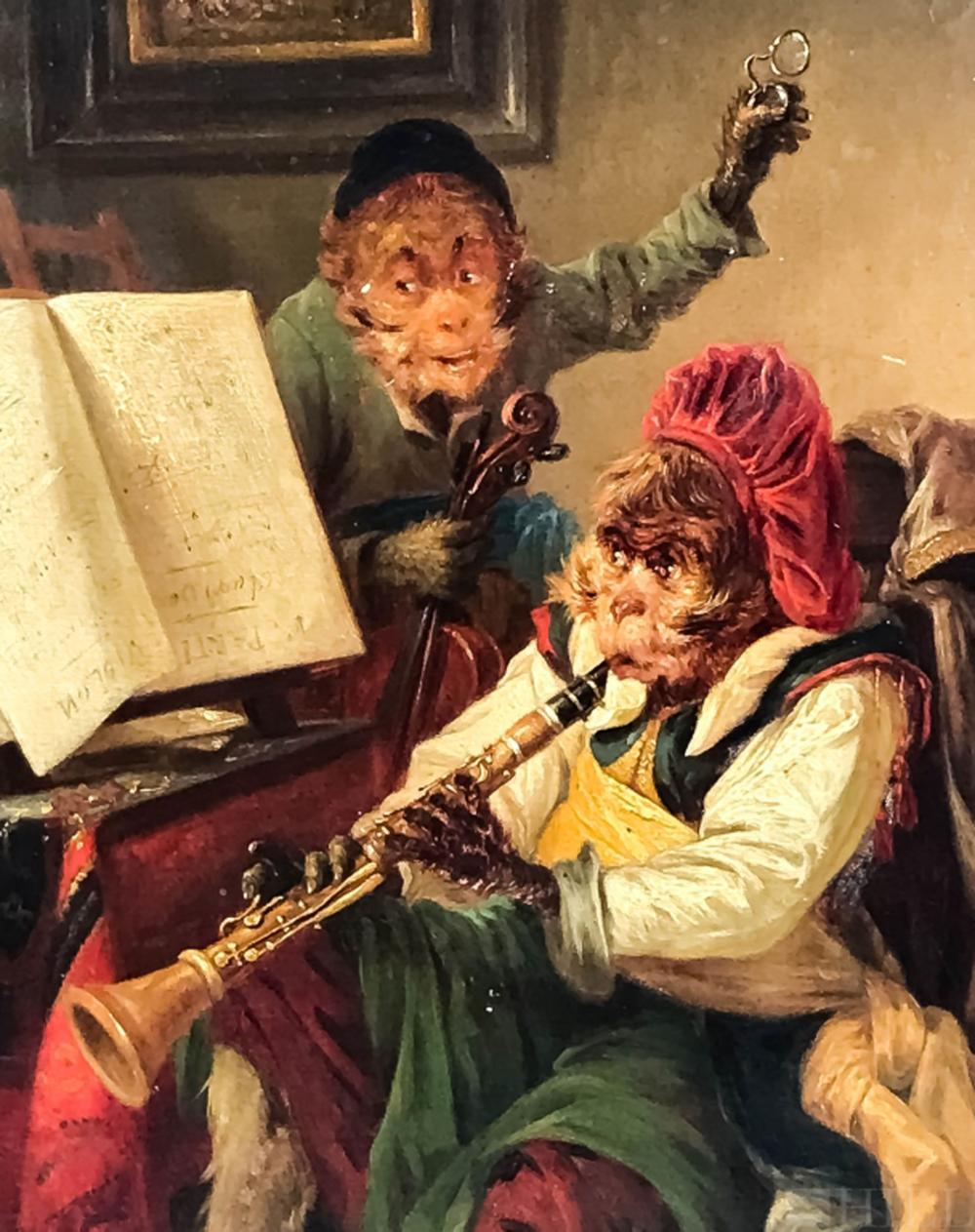
音楽を奏でる猿
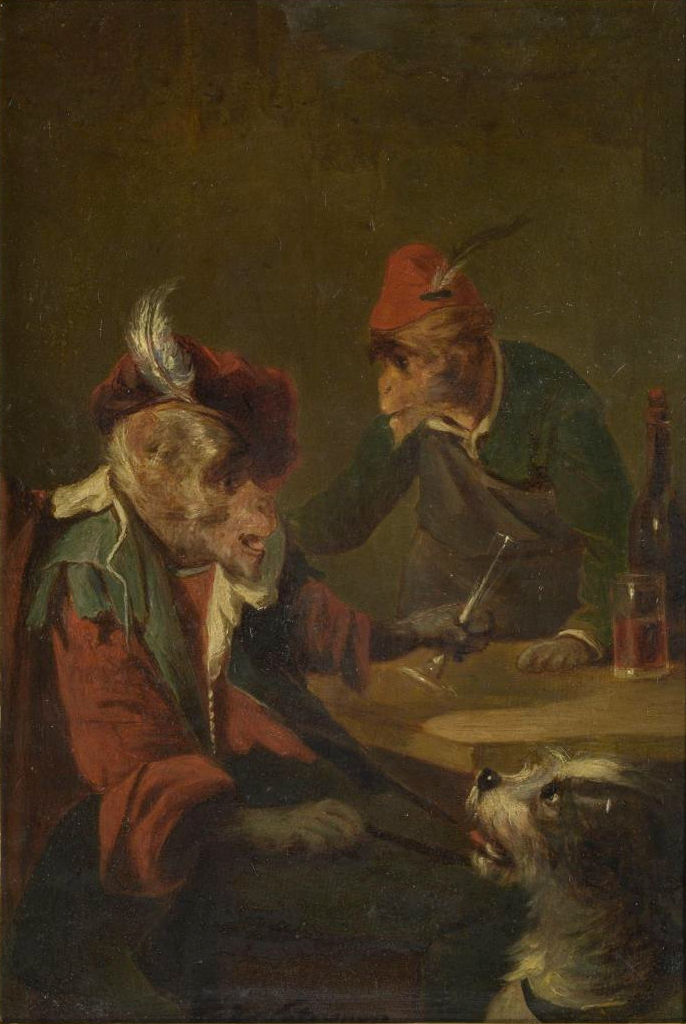
飲酒する猿と犬

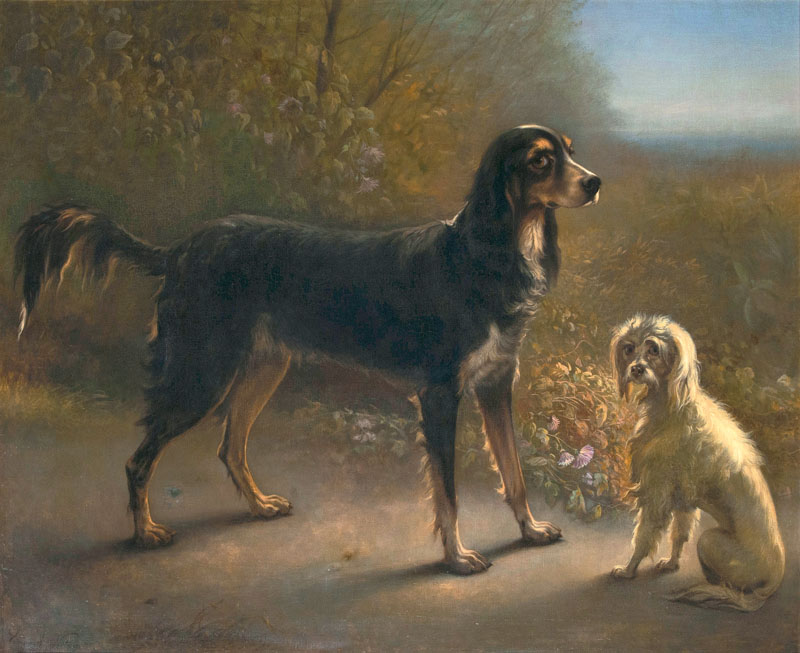
2匹の犬
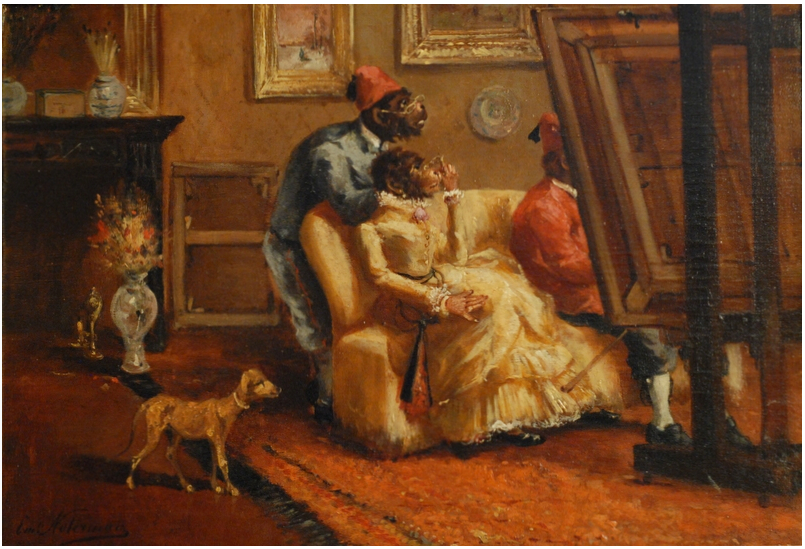
The art experts
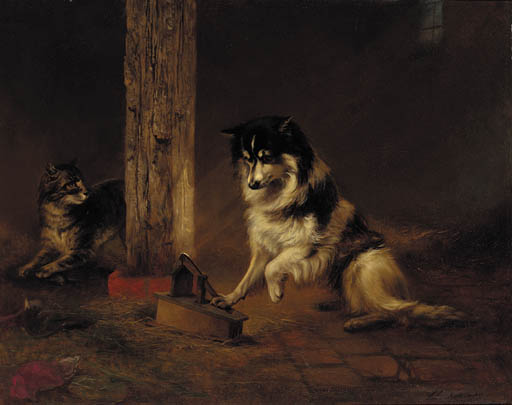
チームワーク